# Mary Aikenhead
 (juin 2016).
Pour les articles homonymes, voir Aikenhead.
Mary Aikenhead (Cork, 19 janvier 1787 - Dublin, 22 juillet 1858) en religion sœur Marie Augustine est une religieuse catholique irlandaise, fondatrice des sœurs de la Charité d'Irlande et reconnue vénérable par l'Église catholique.

## Biographie

### Conversion
Fille de David Aikenhead, un médecin anglican, et de Mary Stacpole, une catholique, Mary est baptisée dans la religion de son père le 4 avril 1787. Mais, fragile et asthmatique, elle est probablement baptisée secrètement dans la religion catholique par sa nourrice, Mary Rourke.
Au début des années 1790, son père est très influencé par la Société des Irlandais unis et permet même à Edward FitzGerald de se réfugier chez lui. Mais, peu avant sa mort qui surviendra le 15 décembre 1801, il reçoit le baptême catholique. Mary, quant à elle, rejoint officiellement l'Église catholique le 6 juin 1802, alors qu'elle est âgée de 15 ans.
En 1808, alors qu'elle est chez son amie Anne O'Brien à Dublin, Mary est témoin du chômage et de la pauvreté. Elle commence alors à visiter les pauvres et les malades. 

### Vie religieuse

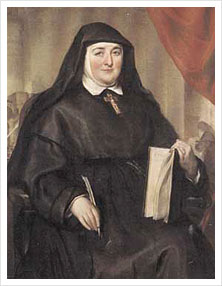
Mary Aikenhead par Crowley.

Accoutumée à vivre activement dans la charité, Mary se sent rapidement appelée à la vie religieuse. Elle cherche en vain un institut religieux consacré aux activités de bienfaisance. À ce moment, elle est choisie par Mgr Daniel Murray (en), évêque coadjuteur de Dublin, pour fonder la congrégation des sœurs de la Charité d'Irlande. En 1812, elle entre alors au noviciat, au couvent de l'Institut de la Sainte Vierge de Micklegate Barde et y prend le nom de sœur Marie Augustine. 
Le 1er septembre 1815, les premiers membres du nouvel institut prononcent leurs vœux et Sœur Marie Augustine en est nommée Supérieure générale. Aux vœux de pauvreté, chasteté et obéissance, les membres ajoutent celui de consacrer leur vie au service des pauvres. Durant les seize années suivantes, Sœur Marie Augustine organise la communauté et étend sa sphère à toutes les phases de la charité, en travaillant notamment dans les hôpitaux.
En 1831, le surmenage et la maladie atteignent la religieuse. Mais celle-ci continue de diriger ses sœurs pendant la peste de 1832. Elle en envoie également en mission en France et en Australie. Elle fonde encore l'Hospice St. Margaret et l'Hôpital Saint-Vincent, à Dublin, en 1834.
Elle meurt à Dublin le 22 juillet 1858 à l'âge de 71 ans. Elle est enterrée dans le cimetière de l'église St. Mary Magdalen's dans le quartier de Donnybrook à Dublin.